# Bemba
|  | Aquest article tracta sobre l'idioma. Si cerqueu el bar de Sabadell, vegeu «Bar Bemba». |

El bemba, que també es coneix com a ichibemba, chiwemba i wemba és una llengua bantú parlada a sobretot a Zàmbia per unes 3.600.000 persones. També s'utilitza a la República Democràtica del Congo, Tanzània i Botswana, es creu que també es parla a Zimbàbue.
Originària de l'ètnia homònima, el bemba (etnografia) i els seus dialectes són parlats i entesos per un important percentatge de la població de Zàmbia. S'estima que, només en aquell país, més de tres milions de persones utilitzen el bemba com a llengua nadiua, així com molta gent la utilitza com segona llengua. El Bemba s'utilitza com lingua franca a totes les ciutats de Zàmbia, on és la segona llengua, després de l'anglès i és una llengua que s'utilitze per usos educatius i administratius a Zàmbia.
És un idioma que segueix l'estructura SVO (Subjecte - verb - objecte), l'estudi de la qual es va formalitzar el 1907, quan els missioners publicaren la primera gramàtica bemba. Aquest idioma fou seleccionat per l'administració colonial de l'època, al costat del lozi, el nyanja i el tonga com les llengües per a comunicar-se amb les poblacions de la zona. Actualment aquest idioma es troba molt fragmentat en dialectes, malgrat que existeix la tendència d'imposar el dialecte conegut com a bemba central en els mitjans de comunicació i els textos educatius.
El bemba va cridar l'atenció del món GNU/Linux gràcies a la distribució Ubuntu, la pronunciació del qual correspon a una paraula que en bemba significa "la humanitat vers els altres".
A Occident se la coneix per proporcionar la paraula Ubuntu, el nom d'una distribució de GNU/Linux.

## Bemba a Zàmbia
A Zàmbia hi ha uns 3.300.000 bemba-parlants. Aquests inclouen diversos pobles com 741.114 bemba (etnografia), 32.022 Luunda, 5190 Shila, 26.429 Kabende, 6.706 Mukulu, 42.298 Ng'umbo i 14.040 Twa-Unga. A Zàmbia es parla el bemba a les províncies Nord (Zàmbia), Copperbelt i Luapula. Els dialectes que es parlen a Zàmbia són: Lembue, Lomotua, Ngoma, Nwesi, Town Bemba, Luunda, Chisinga, Kabende, Mukulu, Ng'umbo, Twa de Bangweulu i Unga.

## Bemba a la República Democràtica del Congo
A la República Democràtica del Congo hi ha 300.000 bemba-parlants. Sobretota a la frontera sud-est de la província de Katanga. A aquest país, es parlen els dialectes Lembue, Lomotua, Ngoma, Nwesi i Shila.

## Classificació de la llengua
Niger-Congo, Atlantic-Congo, Volta-Congo, Benue-Congo, Bantoid, Meridional, Narrow Bantu, Central, M, Bemba (M.40).